# Piasta

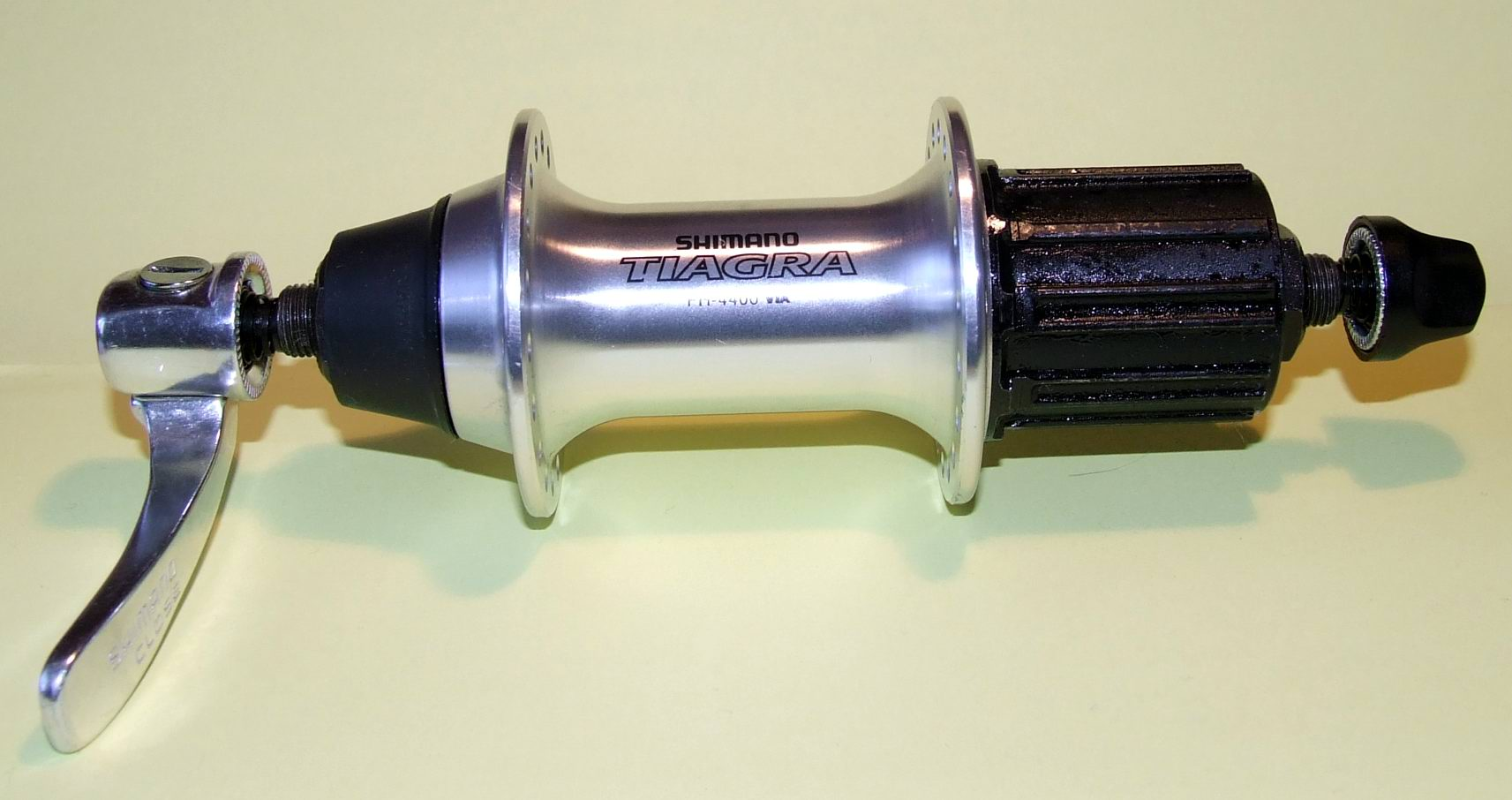
Piasta rowerowa Tiagra z osią

Piasta – część koła napędowego, przekładniowego lub innego elementu montowanego na wale lub osi i bezpośrednio go lub ją obejmująca. W piaście instaluje się łożyska (kulkowe lub maszynowe), jeśli połączenie jest ruchowe, lub staje się ona częścią połączenia (wpustowego, wielowypustowego, klinowego, wciskowego).
Najczęściej spotyka się piasty kół (w tym rowerowych) i piasty tłoków.

## Rodzaje piast
Ogólny podział piast:
- przednie piasty,

- tylne piasty.

Podział ze względu na ich specyfikę:
- piasta z przerzutką planetarną,
- piasta z prądnicą,
- piasta z hamulcem. [3]